# لي مورتيمر
لي مورتيمر (بالإنجليزية: Lee Mortimer)‏ هو شخصية أعمال أمريكي، ولد في 1904، وتوفي في 1963.